# آینه تاریک (فیلم)
آینه تاریک (انگلیسی: The Dark Mirror) فیلمی در ژانر نوآر به کارگردانی رابرت سیودماک است که در سال ۱۹۴۶ منتشر شد.

## بازیگران
- اولیویا دی هاویلند
- لو آیرس
- توماس میچل
- ریچارد لونگ
- بس فلاور
- لین چندلر